# Bernardin z Chomutova
Bernardin z Chomutova OFM (latinsky Bernardinus de Comitavia) byl český františkán a kazatel činný ke konci 15. století. 
Jako takový měl ve františkánském řádu privilegium užívat vlastní knihy mimo společnou klášterní knihovnu. Přípis snad ještě z konce století "Concesse at ad usum fr[atr]is Bernhardini de Comitauia" se dochoval v knize svátečních kázání: Petrus de Paulo (Pseudo). Sermones thesauri novi de sanctis. Strassbourg, 1483. Později byla kniha v kadaňské františkánské knihovně, jak dokládá přípis ze 17. století: "Pro loco XIV. Auxiliatorum extra Cadanam", nyní se nachází v knihově Strahovského kláštera, sign. DR VIII 104. Podobně Bernardin užíval i letní část kázání téhož autora: Sermones Thesauri novi de Tempore. Strassbourg, 1483, který pro změnu posléze skončil ve františkánské knihovně v Plzni (přípis: "Pro Conv. Pilsnensi regul. obs. fr. minor. 1764") a dnes je s celým jejím fondem uložen v Studijní a vědecká knihovně Plzeňského kraje, signatura 21 MN 8.